# Polycentropus australis
Polycentropus australis är en nattsländeart som beskrevs av Georg Ulmer 1915. Polycentropus australis ingår i släktet Polycentropus och familjen fångstnätnattsländor. Inga underarter finns listade i Catalogue of Life.